# Hippokrates (Sparta)
Hippokrates (altgriechisch Ἱπποκράτης Hippokrátēs; * um 450 v. Chr.; † 409 oder 408 v. Chr.) war ein spartanischer Feldherr im Peloponnesischen Krieg.
Im Winter des Jahres 412/11 v. Chr. fuhr Hippokrates als Befehlshaber eines spartanischen Kontingents mit zwölf Schiffen, davon zehn aus Thurioi unter dem Kommando des Rhodiers Dorieus, von der Peloponnes nach Knidos in Karien, um von dieser Basis die Versorgung Athens durch Getreideschiffe aus Ägypten zu unterbrechen. Die Athener reagierten jedoch und sandten Kriegsschiffe von Samos, mit denen sie die spartanischen Trieren wegnahmen. Als die Athener anschließend gegen das unbefestigte Knidos vorgingen, konnte Hippokrates den Angriff nur mit Mühe abwehren, indem er über Nacht Barrikaden errichten ließ.
Vermutlich ging Hippokrates danach zusammen mit Dorieus nach Milet in Ionien, um als epistoleus die spartanischen Nauarchen Astyochos und Mindaros beim Zusammenziehen der peloponnesischen Flotte zu unterstützen. Über seine genaue Verwendung in dieser Zeit ist aber nichts überliefert. Im Jahr 410 v. Chr. nahm er jedoch an der Schlacht von Kyzikos teil, wo er nach dem Tod des Mindaros den Oberbefehl übernahm und einen verzweifelten Bericht über die Niederlage nach Sparta sandte:

„Boote verloren. Mindaros tot. Männer haben Hunger. Wissen nicht, was tun.“

Im Winter 409/08 v. Chr. leitete Hippokrates als spartanischer Harmost die Verteidigung der Stadt Chalkedon am Bosporus. Als der athenische Feldherr Theramenes die Stadt belagerte, warteten die Verteidiger zunächst ab, doch als Hippokrates erfuhr, dass ein persisches Hilfskontingent unter dem Kommando des Pharnabazos in Reichweite war, entschied er sich zu einem Ausfall. Bei der folgenden Schlacht von Chalkedon zwischen den Mauern der Stadt und den Palisaden der Belagerer fiel Hippokrates im Kampf gegen die Hopliten des Thrasyllos und die Reiterei des Alkibiades.